# 牟巘
牟巘（1227年—1311年），一作牟瓛，字献之，井研（今屬四川）人，宋元時期政治人物。

## 生平
禮部尚書牟子才之子。寶庆三年（1227年）出生。少時随父遷居湖州（浙江吴兴），以父荫入仕，历任大理司直、武冈知军，为浙东路提点刑狱。官至大理少卿。以忤賈似道去官。德祐二年（1276年）元兵陷临安，謝門不出，不愿入仕，隱居鄉里達三十六年，与子应龙等自为师友，日以经学道义相切磋。学者称陵阳先生。與趙孟頫為忘年之交，赵孟頫的一些重要碑刻，都是由牟巘撰文。元至大四年（1331年）卒，得年八十五。有《牟氏陵阳集》二十四卷。有子牟應龍、牟應復。